# Tagajewo (Tatarstan)
Tagajewo (russisch Тага́ево; tatarisch Тогаево, Togajewo) ist ein Dorf (tatarisch авыл) in der russischen Teilrepublik Tatarstan mit etwa 20 Einwohnern (2008). Das etwa 1731 gegründete Dorf liegt 15 km östlich der Stadt Nabereschnyje Tschelny am linken Ufer der Kama und gehört zum Rajon Tukaj. Der Ort wurde vor der Oktoberrevolution unter dem (russischen) Namen Iljinskoje (russisch Ильинское) erwähnt. Später bürgerte sich der Name Tagajewo ein.  Im Dorf war Molotow-Kolchos (russisch Колхоз им. Молотова).